# Shuiyuguan
Shuiyuguan (kinesiska: 水峪贯, 水峪贯乡) är en socken i Kina. Den ligger i provinsen Shanxi, i den norra delen av landet, omkring 150 kilometer nordväst om provinshuvudstaden Taiyuan. Antalet invånare är 4 224. Befolkningen består av 1 956 kvinnor och 2 268 män. Barn under 15 år utgör 18,0 %, vuxna 15-64 år 71 %, och äldre över 65 år 10,0 %.
Genomsnittlig årsnederbörd är 755 millimeter. Den regnigaste månaden är juli, med i genomsnitt 245 mm nederbörd, och den torraste är januari, med 3 mm nederbörd.